# Renah Alai
Renah Alai is een bestuurslaag in het regentschap Merangin van de provincie Jambi, Indonesië. Renah Alai telt 701 inwoners (volkstelling 2010).